# Good Sam (serie televisiva)
Good Sam è una serie televisiva statunitense creata da Katie Wech, trasmessa dal 5 gennaio al 4 maggio 2022 su CBS. Il 12 maggio 2022 CBS ha cancellato la serie dopo una sola stagione. In Italia va in onda su Rai 2 dall'11 marzo 2023.

## Trama
Il cardiochirurgo Dr. Samantha Griffith diventa primario di chirurgia al Lakeshore Sentinel Hospital dopo che il suo capo e padre, il Dr. Rob Griffith, va in coma. La sua vita si complica quando lui si sveglia e vuole riprendere a lavorare, il che significa che Samantha deve supervisionarlo.

## Episodi
| Stagione       | Episodi | Prima TV USA | Prima TV Italia |
| -------------- | ------- | ------------ | --------------- |
| Prima stagione | 13      | 2022         | 2023            |

## Personaggi e interpreti
- Dott.ssa Sam Griffith, interpretata da Sophia Bush
- Dott. Rob "Griff" Griffith, interpretato da Jason Isaacs
- Dott.ssa Lex Trulie, interpretata da Skye P. Marshall
- Dott. Caleb Tucker, interpretato da Michael Stahl-David
- Dott. Isan M. Shah, interpretato da Omar Maskati
- Vivian Katz, interpretata da Wendy Crewson
- Malcom A. Kingsley, interpretato da Edwin Hodge
- Dott. Joey Costa, interpretato da Davi Santos